# Fagonia villosa
Fagonia villosa är en pockenholtsväxtart som beskrevs av D. M. Porter. Fagonia villosa ingår i släktet Fagonia och familjen pockenholtsväxter. Inga underarter finns listade i Catalogue of Life.